# 新娘16歲
《新娘16歲》（キスよりも早く）是田中機械的少女漫畫作品。2007年3月號連載於白泉社的月刊「LaLa」中。香港中文版由玉皇朝代理，台灣中文版由東立出版社代理。

## 故事简介
带着年幼的弟弟流落街头的高中生梶文乃，被担任其英语老师的尾白一马捡到。“同情我的话就跟我结婚！」这只是文乃脱口而出的一句气话，没想到一马一口答应，并且两人真的结婚了！但是对外必须保密。文乃渐渐被老师所吸引……

## 登場人物
梶文乃
16歲雙魚座，高中二年級。外表雖然前衛，卻是個未嘗過親吻的處女。
尾白一馬（おじろ かずま）
24歲，文乃的班主任，教導科目為英文。雖是個樸素的老師，在家卻有S傾向。以前是流氓。
梶 鉄兵（かじ てっぺい）
4歲，文乃的弟弟尾白家的明星。
進藤 龍（しんどう りゅう）
是一馬的鄰居兼損友，也是鐵兵所在的托兒所的保育員。
黑澤健
文乃的同学，排球隊隊員，喜歡文乃
尾白翔馬（おじろ しょうま）
一馬的弟弟，高中生.不知不覺喜歡上文乃，最後自己跟一馬承認喜歡文乃
瑪格利特
喜歡翔馬
梶 智之
文乃和鐵兵的唯一的親人,是文乃和鐵兵爸爸的弟弟。是大學柔道四連冠,目前是學校柔道部教練。樣子停留在16歲。

## 外部連結
- （日語）